# Laguna de Salinas
Laguna de Salinas este o arie protejată (sit de importanță comunitară — SCI) din Spania întinsă pe o suprafață de 282,3 ha, integral pe uscat.

## Localizare
Centrul sitului Laguna de Salinas este situat la coordonatele 38°30′18″N 0°53′26″W / 38.505°N 0.8906°V.

## Înființare
Situl Laguna de Salinas a fost declarat sit de importanță comunitară în iulie 2001 pentru a proteja .

## Biodiversitate
Situată în ecoregiunea mediteraneană, aria protejată conține 3 habitate naturale: Stepe sărăturate mediteraneene (Limonietalia), Tufărișuri halo-nitrofile (Pegano-Salsoletea), Tufărișuri halofile mediteraneene și termo-atlantice (Sarcocornetea fruticosi).
La baza desemnării sitului se află un număr nedeclarat de specii protejate: